# Edgar Howard Sturtevant
Edgar Howard Sturtevant, född 7 mars 1875, död 1 juli 1952, var en amerikansk lingvist, främst känd för sina studier av det utdöda språket hettitiska.

## Biografi
Edgar Sturtevant föddes i Jacksonville, Illinois, en småstad i USA. Han var den äldsta i en syskonskara på sex och ett av hans syskon var genetikern Alfred Sturtevant. Han studerade vid Illinois College mellan åren 1893 och 1895, fick sin kandidatexamen 1898 vid Indiana University och 1901 sin Ph.D. vid University of Chicago. Hans avhandling handlar om latinska kasus och har titeln "Contraction in the Case Forms of the Latin io- and -iâ Stems and of deus, is, and idem". Den 11 juli 1903 gifte han sig med Bessie Fitch Skinner. Fram till 1920 arbetade han vid Columbia University. Från 1923 arbetade han vid Yale University där han sedan stannade under resten av livet och det är för denna tid som han är mest känd och ihågkommen. Sturtevant var med och skapade det första institutet för lingvistik vid Yale och var även med och grundade Linguistic Society of America tillsammans med Leonard Bloomfield och George Melville Boiling.
Sturtevant trodde att hettitiska var ett systerspråk till de indoeuropeiska språken, en teori som dock inte fick många anhängare.